# Chronik der Stadt Düren/1401–1500
Diese Liste ist eine Teilliste der Chronik der Stadt Düren. Sie listet datierte Ereignisse des 15. Jahrhunderts in Düren auf.

## 1402
- 3. August: Herzog Rainald von Jülich ändert die Stadtverfassung.

## 1423
- Juni: Das Herzogtum Jülich fällt durch Erbschaft an Herzog Adolf von Berg.

## 1436
- 3. September: Der Hof der Kreuzbrüder in der Schellengasse, einer Sackgasse (Teil der heutigen Wilhelmstr. zwischen Schenkelstr. und Kaiserplatz) wird als Kreuzbrüderhof bzw. Schwarzenbroicher-Haus erstmals erwähnt.

## 1438
- ‚Landesherrliches Flößerei-Privileg‘: Die Stadt darf die Rur zum Holzflößen benutzen.

## 1457
- 25. April: Eine neue Dürener Stadtordnung (Verbandbrief) wird festgesetzt.

## 1459
- Die Franziskaner lassen sich in Düren nieder und bauen das „Bethanien-Kloster“ (heute noch Straße „In Bethanien“ Nähe Marienkirche).

## 1470
- 29. Juni: Franziskanerkirche „Bethanien“ fertiggestellt, später Marienkirche.

## 1471
- Letzte bekannte Dürener Münzprägung.

## 1473
- 5. Juni: Herzog Gerhard von Jülich verpfändet dem Ritter Godart von dem Bongart für 4200 oberländische rheinische Gulden Stadt und Amt Düren (eingelöst am 5. Juli 1487).

## 1474
- Schloss Burgau, bisher im Besitze der Familie von Aue, wechselt durch Vererbung zur Familien von Elmt, in deren Besitz das Schloss bis 1890 bleibt.

## 1481
- Das Kapitelhaus der Franziskanerkirche wird eingeweiht.

## 1484
- Das Krankenhaus der Franziskaner wird eingeweiht.

## 1490
- Bedeutende Erweiterung der Dürener Stadtbefestigung.

## 1491
- Die Kapelle des Krankenhauses der Franziskaner wird eingeweiht.

## 1493
- Der dreigeschossige Pulverturm wird dort errichtet, wo heute das Leopold-Hoesch-Museum steht. (Abbruch 1900)
- 18. Februar: Herzog Wilhelm IV. von Jülich feiert mit rheinischen Rittern Rosenmontag in Düren.

## 1495
- Erste urkundliche Erwähnung der Marienkapelle (Altes Muttergotteshäuschen) in der Zülpicher Str. (früher Galgenstätte der Stadt Düren).

## 1496
- An der Stelle des alten Muttergotteshäuschens wird ein Heiligenhäuschen errichtet.

## 1498
- Fleischhauerordnung.

## 1500
- Erbauung des Gewandhauses an der Ecke Altenteich/Bongard.